# Lijst van eindexamenfilms van de NFTA
Hieronder staat een lijst van eindexamenfilms van de Nederlandse Film en Televisie Academie.

## 2014
- Gameboy - Giancarlo Sanchez

## 2012
- 9/11 A Love Story - Aaron Johnston
- A Twist in the Fabric of Space - Morgan Knibbe
- De Club van Lelijke Kinderen - Jonathan Elbers - winnaar; Keep An Eye NCP Audiance Award 2012, FPN Award 2012, Indie Junior Audiance Award 2013, AHK Eindwerkprijs 2013
- Het Lot van Lotte Lammers - Alain Friedrichs
- Liedjes uit Noord - Welmoed Nijhout
- Lost and Found - Tessa Schram
- Magnesium - Sam de Jong
- Roem - Joep van Osch
- Schuld - Sanne Peters
- Van de Wereld - Joppe van Hulzen
- Wij zijn er klaar voor - Laura Hermanides
- Wolvenpad - Stefan van de Staak

## 2011
- Als ik jou niet had - Anne-Marieke Graafmans - winnaar Tuschinski Award
- Daar is het beter - Eline Schellekens
- De Rode Loper - Martijn Heijne
- Desideratum - Maikel Nijnuis
- Destiny - Sjoerd Oostrik
- Dochters - Marta Jurkiewicz
- Een bizarre samenloop van omstandigheden - Joost Reijmers
- Geen weg terug - Shariff Korver
- Het onopmerkelijke leven van Hans Boorman - Jonathan Herzberg
- Kluizenaar - Marieke van der Sloot
- Meester - Anne Chlosta
- Onze Vaders - Liseth Medema
- Transhuman - Titus Nachbauer

## 2010
- 8 HOOG  - Galed Hamed
- Afrika  - Lotte Hoeksema
- Boos  - Dennis Lubbers
- De schaduw van Bonifatius  - Thijs Schreuder
- Devotie  - Johannes Hogebrink
- Dicht bij mij vandaan  - Martijn de Jong
- Homerun  - Anna van Keimpema
- Met de dag  - Ben Brand
- MO - Eché Janga - winnaar Tuschinski Award
- Ons sal altyd vriende bly  - Hans Busstra
- Rumah Tua  - Lizette Mataheru
- Winterslaap in Lukomir  - Niels van Koevorden
- Wraak  - Joost Reijmers

## 2009
- Altijd 19  - Stephane Kaas
- Baba  - Jeroen van Velzen
- BINGO - Timur Ismailov - winnaar Tuschinski Award
- Blijf bij me, weg  - Paloma Aguilera Valdebenito
- Brul van de leeuw  - Thijs Schreuder
- De herinnering en daarna  - Nelleke Koop
- Hawkes  - Winfred Heerebeek, Matthijs Joor, Matthijs van Eerden
- Het mysterie van de volle maan  - Jeffrey De Vore
- ILIRIANA - Just when you think it's over, it begins  - Ernest Meholli
- In een vergeten moment  - Menno Otten
- Jacco's film  - Daan Bakker
- Sacha draait  - Sara Verweij
- TZIRK  - Nova van Dijk
- Wes  - Peter Hoogendoorn

## 2008
- Avonturen in de avonduren  - Leyla Everaers
- Daglicht  - Michiel Rummens
- Down to earth  - Michiel Wouters
- Drang  - Sacha Polak
- Gaandeweg - Margot Schaap - winnaar Tuschinski Award
- Het geheim van Boccherini  - Carine Bijlsma
- Luca  - Hanne van Asten
- Overgave  - Joanna Wesseling
- Pjotr - Brieven uit de Goelag  - Jan Jaap Kuiper
- Uitzicht  - Rogier Hesp
- Waterstand  - Dries Meinema
- Wie niet weg is, is gezien  - Beri Shalmashi
- Wij gaan nergens naar toe  - Josefien Hendriks

## 2007
- Basilicum & brandnetels  - Leyla Everaers
- Bomber  - Ivan Barbosa Santos
- Catch-22  - Ane Ose
- Color me bad  - Hesdy Lonwijk
- De wereld volgens Wagner  - Eva Pelt
- Gödel  - Igor Kramer
- Moeders mooiste  - Nadine Kuipers
- Nowe Pokolenie - Nieuwe generatie  - Michiel Vaanhold
- Pappa is weg... en ik wilde nog wat vragen - Marijn Frank - winnaar Tuschinski Award
- Pijn  - Iván López Núñez
- Rollercoaster  - Hjalmar Ilmer
- Schemeren  - Jenneke Boeijink
- Things last  - Constant Hoeven
- Vrij zijn  - Mirko Dreiling

## 2006
- Amen  - Camiel Zwart
- Babysitter  - Bartele van der Meer
- Borderline  - Camiel Zwart
- De ontgoocheling  - Max Porcelijn
- Doel leeft  - Tom Fassaert
- Dolen  - Ayten Karatas
- Gargouille  - Joris van den Berg
- Grijsgedraaid  - Ina van Beek
- Gangmakers (werktitel) - Ina van Beek
- Hardcore  - Vincent Zelm
- Liefde, dood & luchtgitaar  - Lourens Blok
- Muskus  - Rutger Veenstra
- Otzenrath, last day  - Martijn Smits
- Somnium  - Jesse Hovestreijdt
- Sssshht!  - Joris van den Berg
- Teer  - Sacha Polak
- Van Gogh los  - Pierre Rezus
- Wolf  - Joris Hoebe
- Zo is dat - Elizabeth Rocha Salgado - winnaar Tuschinski Award

## 2005
- Dochters  - Marleen Jonkman
- Docklands  - Jessie van Vreden, Ties Schenk
- Een ingewikkeld verhaal, eenvoudig verteld  - Jaap van Heusden
- En nu ik - Wout Conijn - winnaar Tuschinski Award
- Grip  - Jessie van Vreden
- Hold the line  - Sem Assink
- Lena  - Ruth Bader
- Mokum  - Harm van der Sanden
- Nachtwaker  - Mark Weistra
- Remote controlled  - Lourens Blok
- Suicideholiday  - David Verbeek
- The beast in me  - Bartele van der Meer
- Vivre  - Désirée Delauney
- Who buried Paul McCartney?  - Wouter van Opdorp
- Ziezoo  - Joeri Bleumer

## 2004
- Baby Blues  - Tami Ravid
- Balverliefd  - Bob Wilbers
- Bewogen verhalen  - Joeri Bleumer
- Canada  - Harm van der Sanden
- Dushi  - Lisa Boerstra
- Leny  - Tami Ravid
- Nasi  - Nils Mooij
- Over rozen - Remy van Heugten - winnaar Tuschinski Award
- Requiem fur eine freundin  - Mischa Kroes
- Rozenstein  - Maaike J. Knippen
- The quiet one  - Danyael Sugawara
- The unweaving  - Emil van Zuylen
- Touch Taiwan  - Taco Kist
- Vechters  - Barbara Makkinga, Ivan Mikulic

## 2003
- Anderland  - Arne Toonen
- Bling Bling  - Martijn Winkler
- Egofixe  - Fedor Sendak Limperg
- Faja  - Arne Toonen
- Heritage  - Arch Khetagouri
- Kramers Crisis  - Thomas Korthals Altes
- Mooie Judy  - Roel Welling
- Schemer  - Erwin van den Eshof
- Scheppers  - Chai Locher
- Sintezza  - Saskia van den Heuvel
- Stand up  - Martijn Winkler
- Untertage - Jiska Rickels - winnaar Tuschinski Award
- Vandaag  - Mark Weistra
- Vrouwenvlees  - Erwin van den Eshof

## 2002
- Barry H. - Sheng Yong Cheng
- Die woestijn en die gieter  - Anna-Lynne E. Marais
- Gaatjes - Marco Knijnenburg - winnaar Tuschinski Award
- Hockeyen op dinsdagmiddag  - Margien Rogaar
- Meisje jongen ijsje  - Margien Rogaar
- Mustang  - Janneke van Heesch
- Nolocha  - Abdi Ismail Jama
- Paul/Julia  - Mike Brooker
- Pek  - Marco Knijnenburg
- Strike  - Anouska Corbeau
- The Champ  - Tim Oliehoek
- Vakantiefilm BV  - Allard Westenbrink
- Zephyr  - Dennis Kleyn

## 2001
- Chalk - Diederik van Rooijen
- De Bovenman - Deirdre Boer
- De laatste dag van Alfred Maassen - David Lammers - winnaar Tuschinski Award
- Hi5ive  - William Aerts
- Isabelle  - Tim Oliehoek
- Jana  - Joke Liberge
- Kids in control  - Eveline Welschen
- Obermans aktie  - Pieterjan Wouda
- Paradiso]  - Janice Pierre
- Pas de quatre  - Coleta Valkenburg
- Rhombos  - Ester Eva Damen
- Sissie's lost  - Rick Stout
- Westwood loves you  - Chris Westendorp
- Winterwonderwereld - Remco Packbiers

## 2000
- Tinus en Henkie - Jeroen Annokkée - winnaar Tuschinski Award

## 1999
- Het lege nest - Jesse de Jong - winnaar Tuschinski Award

## 1998
- Weekend - Nanouk Leopold - winnaar Tuschinski Award

## 1997
- Dame met het witte hoedje - Aliona van der Horst - winnaar Tuschinski Award
- Hot Dogs - Baseem Mayala
- Johnny - Dylan de Jong
- The Scarlet Seduction - Ruud Satijn

## 1996
- Lap Rouge - Lodewijk Crijns - winnaar Tuschinski Award
- De orde der dingen - Martin Koolhoven
- Hugo - Dennis Bots
- E.N.G. - Olivier van der Zee
- Nachttrein - Tallulah Hazekamp Schwab
- Buenos Aires, Here We Come - Marc van Uchelen
- Brasilia - een dag in februari - Maria Augusta Ramos
- The Pain - Gilberto Krieger
- Ambstbericht - Peter Podjavorsek
- Exit Uzbekistan, the Break up of a Jewish Community - Michael Schaap
- Muevete Amsterdam - Miluska Rosalina
- Niet erkend - Susan Kornelijnslijper
- De liefde - Mattias Schut
- Respect voor het verschil - Petra Goedings
- Scheids - Rob van Houten
- Livin' on the edge - Robin Peeters
- Weg - Sytske Kok
- Woensdag, gehaktdag - Ewald Leeuwsha
- Mijn moeder heeft ook een pistool - Mischa Kamp
- Het meisje Martha & prinsje Otto - Marc Rietdijk
- Flukten fra Bjorkenland - Cecilie Levy
- Het boekje - notities van een onbekende - Noud Holtman
- Code Willem - Nicole van Damme
- Am Ende von aller Tage - Annette Otto
- Coupe de foudre - Wanja Visser

## 1995
- Sneeuwwitje - Jelka Anhalt - winnaar Tuschinski Award
- Another symphony in black - Vincent Soekra
- The milky way - Ellen Verhoeff
- Pupiltjes - Harald van Eck
- Drempelvrees - Allard Bon
- Tijd van gaan - Mirella Muroni
- De kresj - Marije Meerman
- Onvoltooid verleden tijd - Simcha de Haan
- Tabee Toean - Tom Verheul

## 1994
- Djinn - Dana Nechushtan - winnaar Tuschinski Award

## 1993
- Horror vacui - Boris Paval Conen - winnaar Tuschinski Award
- De Marionettenwereld - Elbert van Strien - gouden kalf voor beste korte film
- Joris Jaagt - Mannin de Wildt
- Mannenstraat - Alinda van Dijk

## 1992
- Memorias sin Batallas y Otros Muertos - Nathalie Alonso Casale - winnaar Tuschinski Award
- Rerun - Stephan Brenninkmeijer

## 1991
- De tranen van Maria Machita - Paul Ruven - winnaar Tuschinski Award en Gouden Kalf in de categorie Beste korte film.[1]

## 1990
- De Finale - Joram Lürsen - winnaar Tuschinski Award

## 1989
- Bijlmerbloemen - Christine Nevejan - winnaar Tuschinski Award
- Alaska - Mike van Diem
- Home away from home - Marjoleine Boonstra
- Valkyr - Frank Schots

## 1988
- De Bezeten Theresa van Uttel - Herman P. Koerts
- De Drenkeling - Leonard Retel Helmrich
- Erwin, Paul en Susan - Peter van Houten
- Heel de Klok Rond - Heleen Rebel
- Raamwerk - Meral Uslu
- Tijd - Niek Deventer
- Wolf - Pollo de Pimentel
- Ziek - Frank Schoutens
- Zinderend - Paula van der Oest - winnaar Tuschinski Award

## 1987
- Deja Vu - Jorge Hoogland - winnaar Tuschinski Award

## 1986
- Twee - Gert de Graaff - winnaar Tuschinski Award
- De Drenkeling - Leonard Retel Helmrich

## 1985
- Weladam - Paolo Pistolesi - winnaar Tuschinski Award

## 1984
- Emma Zunz - Peter Delpeut - winnaar Tuschinski Award

## 1983
- Alle vogels vliegen - Maria Peters
- B-121 - Mijke de Jong

## 1982
- Vertelling over Film en Werkelijkheid - Mart Dominicus
- Onderneming Onderdak - Andre Reeder

## 1981
- Tussen de regels - Dave Schram
- The Way to Paris - Danniel Danniel
- Als je niet opstaat - Henni Bouwmeester
- Views - Gijs Andriessen
- Woensdagochtend - Marina Bodbijl
- Een Beeld van een Vrouw - Angela Linders
- De Vergeten Zuster - Marianne Dikker
- De Wereld is van Thomas Finke - Niek Koppen
- Try Out - Natasa Hanusovà
- Albert b.v. - Ineke Houtman
- Dolly - Olivier Koning

## 1980
- Stap voor Stap - Marijke Jongbloed

## 1977
- Adelbert - Dick Maas

## 1975
- Altijd wat anders, zelden wat goeds  - Orlow Seunke

## 1974
- De omgekeerde god - Ate de Jong

## 1973
- Hoekstra - Carel Struycken
- De zelfontspanner - Rimko Haanstra
- Tierras sin Patrones(Land zonder bazen) - Tom d'Angremond

## 1972
- Groeten uit Zonnemarie - Digna Sinke
- Na de Film - Cees van Ede

## 1970
- Allerzielen - Guido Pieters